# Centrale Helpman

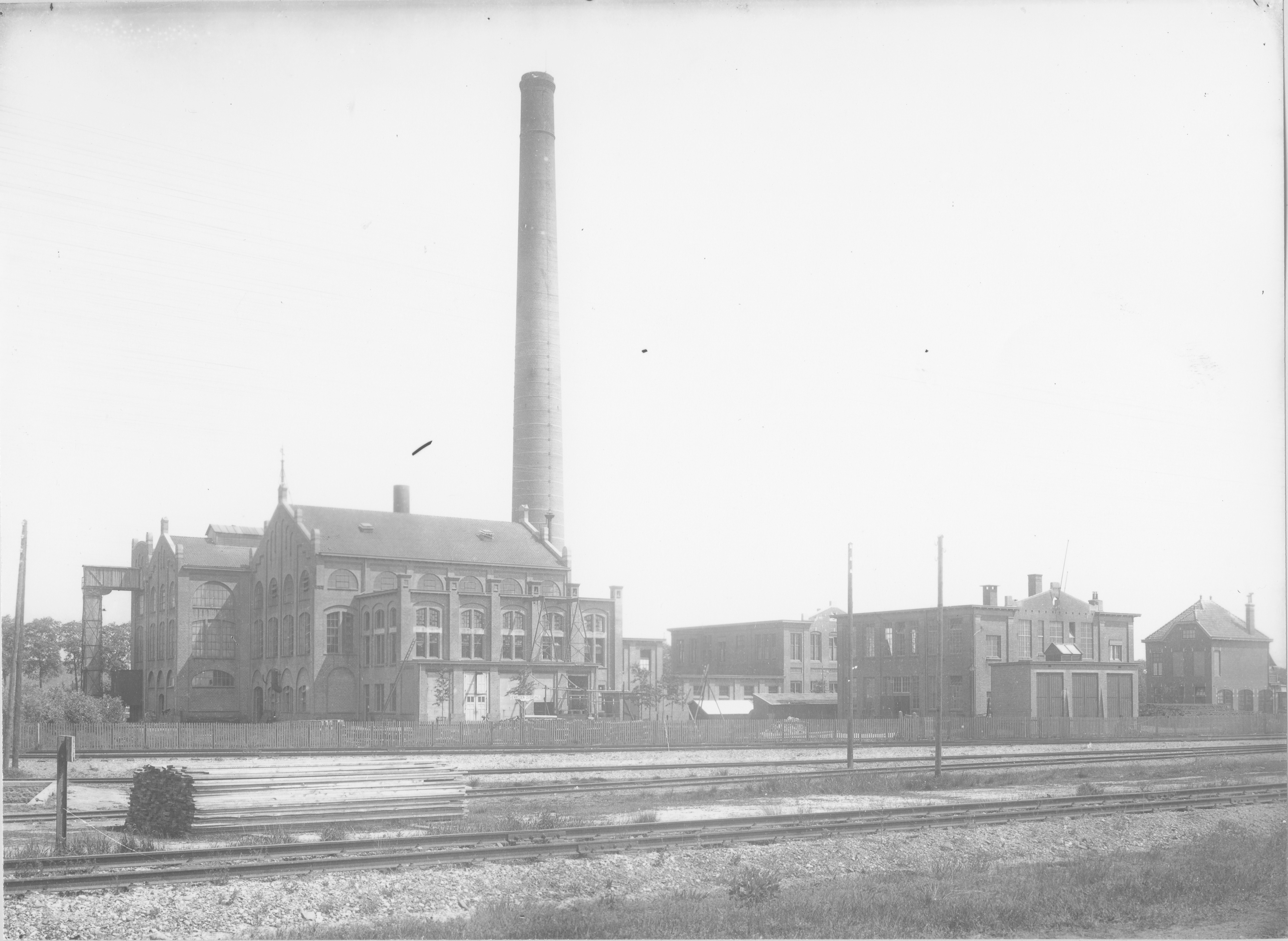
De oorspronkelijke Centrale Helpman in 1921

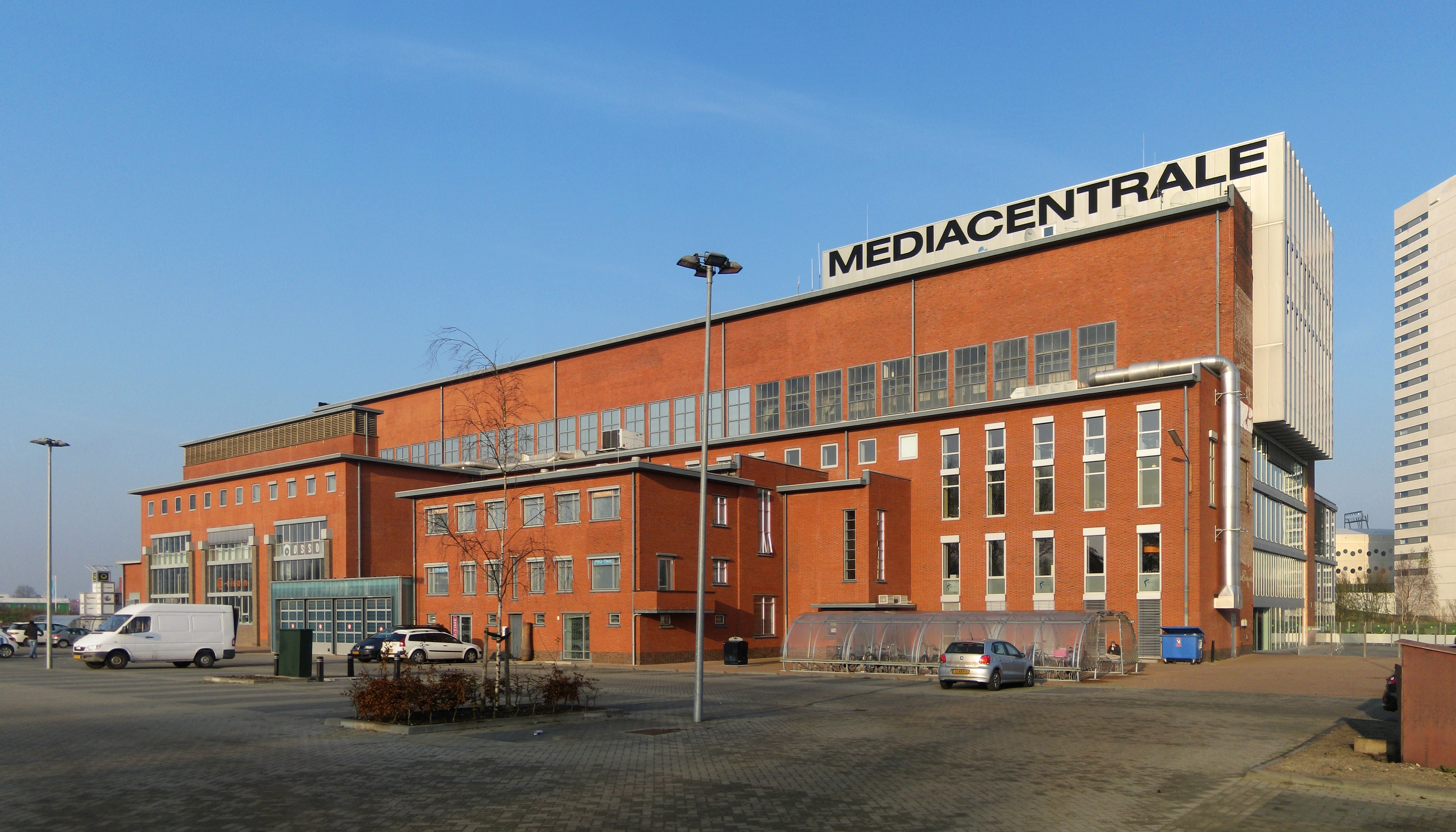
De voormalige turbinehal in 2011

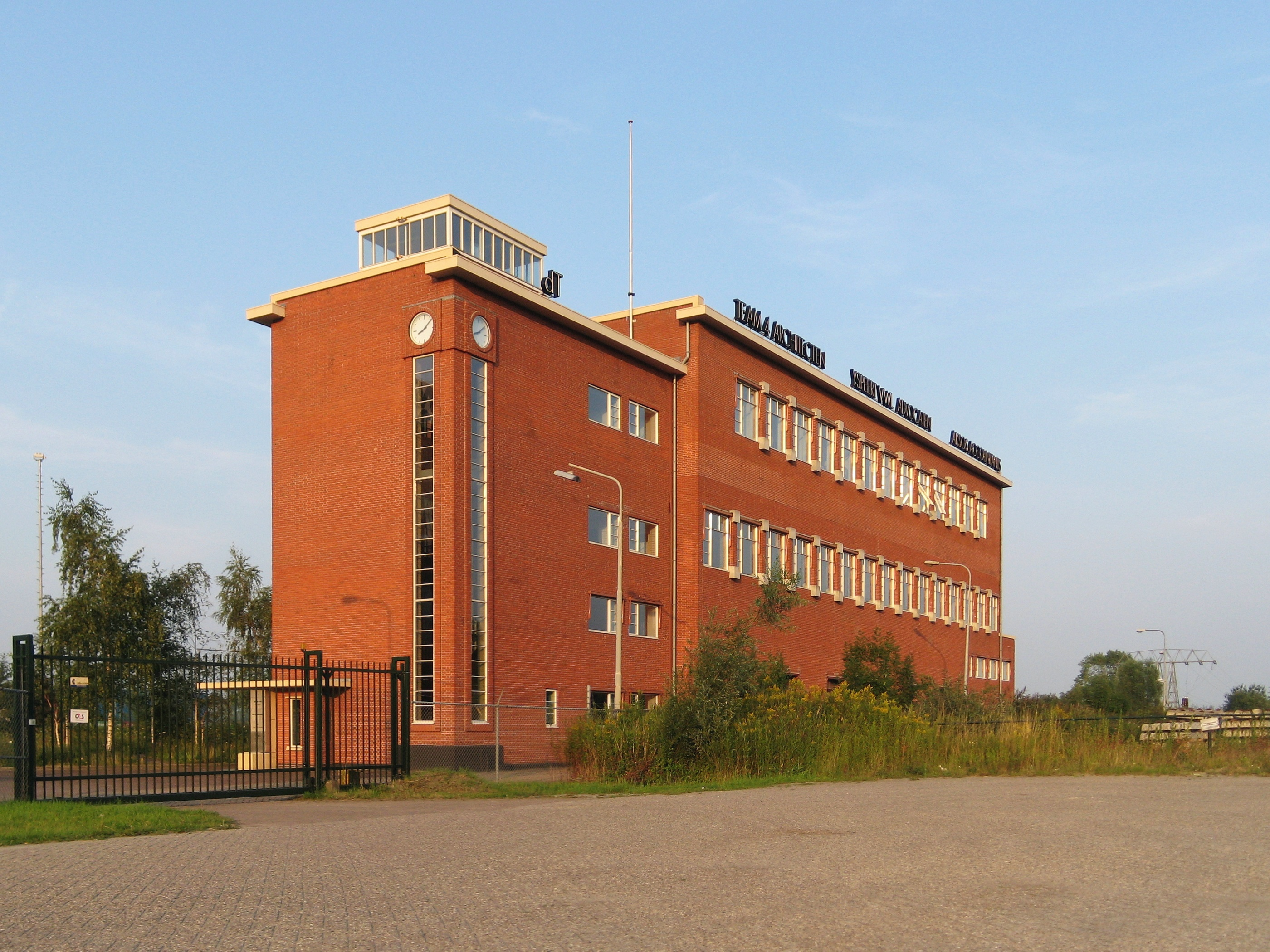
De voormalige kantoorvleugel in 2011

De Centrale Helpman (ook: Helpmancentrale) is een voormalige elektriciteitscentrale in de Nederlandse stad Groningen, in de wijk Helpman. De locatie was in bedrijf tussen 1914 en 1982.
Het oorspronkelijke gebouw uit 1914 werd in 1930-1931 vervangen door een nieuwe centrale, waarna de oude een reservefunctie kreeg tot de sloop in de jaren 50. Het nieuwe complex, van de hand van A.H. van Rood, was in strakke, rechthoekige massa's opgezet en geldt als een van Van Roods belangrijkste werken.
De centrale was tot in de jaren zestig (toen meerdere eenheden van de Hunzecentrale gereedkwamen) de belangrijkste centrale van het Provinciaal Elektriciteitsbedrijf (PEB) Groningen. Het PEB leverde de opgewekte elektriciteit aan de Laagspanningsnetten en vanaf 1924 ook aan de gemeente Groningen (die aanvankelijk de productie in eigen hand wilde houden). Bij de fusie van PEB en Laagspanningsnetten tot het EGD in 1967 kwam de centrale daar in eigendom.
De centrale was oorspronkelijk een kolencentrale maar werd begin jaren 70 omgebouwd om op aardgas te werken.
Nadat de Hunzecentrale en de in 1978 opgeleverde Eemscentrale de taken van de Helpmancentrale volledig hadden overgenomen werd op 30 november 1982 de centrale definitief stilgelegd waarna in april 1983 werd begonnen met de sloop van de centrale. In 1984 werden de schoorstenen van het ketelhuis gesloopt.
Van dit complex resteren thans alleen nog de kantoorvleugel en de turbinehal, omgebouwd tot de Mediacentrale.

## Opgewekte energie[5]
| Jaar | kWh opgewekt |
| ---- | ------------ |
| 1915 | 4.930.780    |
| 1920 | 13.564.940   |
| 1925 | 28.130.000   |
| 1930 | 59.670.200   |
| 1935 | 76.329.821   |
| 1940 | 113.659.400  |
| 1945 | 101.552.500  |
| 1950 | 250.008.750  |
| 1955 | 357.989.500  |
| 1960 | 650.858.000  |
| 1965 | 552.000.000  |
| 1970 | 156.000.000  |
| 1975 | 2.000.000    |
| 1980 | 5.000.000    |